# شتالاج لوفت
```
ستالاج لوفت الأول
 
معسكرًا لأسرى الحرب
 ألماني في 
الحرب العالمية الثانية
 بالقرب من 
بارث
، غرب بوميرانيا، 
ألمانيا
، لطياري 
الحلفاء
. ويقال إن وجود معسكر السجن قد حمي مدينة بارث من قصف الحلفاء.
[
1
]
 تم سجن حوالي 9000 طيار - 7588 أمريكي و 1351 بريطاني وكندي - هناك 
[
2
]
 عندما تم تحريرهم ليلة 30 أبريل 1945 من قبل القوات الروسية.
[
3
]
```

## تاريخ المخيم
تم افتتاح المعسكر في عام 1941 لاستيعاب الضباط البريطانيين، لكنه أغلق في أبريل 1942، عندما تم نقلهم إلى معسكرات أخرى. أعيد فتحه في أكتوبر 1942، عندما تم نقل 200 ضابط صف من سلاح الجو الملكي البريطاني من <a href="./%D8%B3%D8%AA%D8%A7%D9%84%D8%A7%D8%AC%20%D9%84%D9%88%D9%81%D8%AA%203" rel="mw:WikiLink">ستالاج لوفت 3</a> إلى هناك. من عام 1943، تم إرسال أسرى الحرب الأمريكيين إلى المخيم.
- Oberst Hartwig von Winckler، من 40 مارس إلى 40 يونيو
- الرائد Roland von Oertzen، من 40 يونيو إلى 41 مايو
- الرائد بوركهاردت، 41 مايو إلى 42 أبريل
- Oberst Willibald Scherer، من 42 أكتوبر إلى 45 يناير
- Oberst Warnstadt، من 45 يناير إلى 45 أبريل